# Otacilia stella
Otacilia stella là một loài nhện trong họ Phrurolithidae.
Loài này thuộc chi Otacilia. Otacilia stella được miêu tả năm 2005 bởi Kamura.